# Élections législatives de 2012 dans le Haut-Rhin
Les élections législatives françaises de 2012 se déroulent les 10 et 17 juin 2012. Dans le département du Haut-Rhin, six députés sont à élire dans le cadre de six circonscriptions, soit une de moins que lors des législatures précédentes, en raison du redécoupage électoral.

## Élus
|                                                 | Circonscription | Député sortant    |  | Parti | Député élu ou réélu |                | Parti          |
| ----------------------------------------------- | --------------- | ----------------- |  | ----- | ------------------- | -------------- | -------------- |
| =                                               | 1re             | Éric Straumann    |  | UMP   | Éric Straumann      |                | UMP            |
| ≠                                               | 2e              | Jean-Louis Christ |  | UMP   | Jean-Louis Christ   |                | UMP            |
| ≠                                               | 3e              | Jean-Luc Reitzer  |  | UMP   | Jean-Luc Reitzer    |                | UMP            |
| ≠                                               | 4e              | Jean Ueberschlag* |  | RS    | Michel Sordi        |                | UMP            |
| ≠                                               | 5e              | Arlette Grosskost |  | UMP   | Arlette Grosskost   |                | UMP            |
| ≠                                               | 6e              | Francis Hillmeyer |  | NC    | Francis Hillmeyer   |                | NC             |
| –                                               | 7e              | Michel Sordi      |  | UMP   | Siège supprimé      | Siège supprimé | Siège supprimé |
| * député sortant ne se représentant pas en 2012 |                 |                   |  |       |                     |                |                |

## Impact du redécoupage territorial
- Première circonscription
- Deuxième circonscription
- Troisième circonscription
- Quatrième circonscription
- Cinquième circonscription
- Sixième circonscription

- Première circonscription
- Deuxième circonscription
- Troisième circonscription
- Quatrième circonscription
- Cinquième circonscription
- Sixième circonscription
- Septième circonscription

Le département perd l'un de ses 7 sièges avec le redécoupage qui entraîne des modifications dans toutes les circonscriptions sortantes.
La disparition de la 7e circonscription (en fait, la 4e) entraîne une modification dans cinq autres circonscriptions. Le canton de Habsheim va à la 5e ; celui de Sierentz à la 6e ; celui de Huningue à la 3e, laquelle perd les cantons de Masevaux, Saint-Amarin et Thann au profit de la (nouvelle) 4e, qui cède à son tour le canton de Guebwiller à la 2e.

## Positionnement des partis
- Le PS soutient dès le premier tour Antoine Waechter (MEI) dans la 3e circonscription et Henri Stoll (Europe Écologie Les Verts) sur la 2° circonscription. En dehors de ces soutiens, il présente des candidats sur les 4 autres circonscriptions, 2 femmes et 2 hommes[1].
- L'UMP soutient ses députés sortants ainsi que celui du NC, Francis Hillmeyer dans la 6e circonscription. L'UMP investit 5 hommes et 1 femme[2].
- EELV a signé un accord avec le MEI, EELV soutient le MEI dans la 3° circonscription. Réciproquement, le MEI soutient les candidats EELV dans 4 des 5 autres circonscriptions (à l'exception de la 6° circonscription). Les écologistes présentent 5 hommes et 1 femme[3].

## Résultats

### Résultats à l'échelle du département
| Parti          | Parti                                    | Premier tour | Premier tour | Second tour * | Second tour * | Sièges |
| Parti          | Parti                                    | Voix         | %            | Voix          | %             | Sièges |
| -------------- | ---------------------------------------- | ------------ | ------------ | ------------- | ------------- | ------ |
|                | Union pour un mouvement populaire        | 104 225      | 37,12        | 104 286       | 48,22         | 5      |
|                | Nouveau centre                           | 17 417       | 6,20         | 20 382        | 9,42          | 1      |
|                | Divers droite dont UMP et DLR            | 11 303       | 4,03         |               |               | 0      |
|                | Droite parlementaire                     | 132 945      | 47,35        | 124 668       | 57,64         | 6      |
|                |                                          |              |              |               |               |        |
|                | Parti socialiste                         | 50 308       | 17,92        | 64 185        | 29,68         | 0      |
|                | Europe Écologie Les Verts                | 12 182       | 4,34         | 16 626        | 7,69          | 0      |
|                | Divers gauche dont MRC                   | 4 855        | 1,73         |               |               | 0      |
|                | Majorité présidentielle                  | 67 345       | 23,99        | 80 811        | 37,37         | 0      |
|                |                                          |              |              |               |               |        |
|                | Front national                           | 51 923       | 18,49        | 10 785        | 4,99          | 0      |
|                | Divers écologiste dont MÉI, AÉI et Cap21 | 13 429       | 4,78         |               |               | 0      |
|                | Front de gauche                          | 7 460        | 2,66         | 0             |               |        |
|                | Extrême gauche dont LO et NPA            | 2 979        | 1,06         | 0             |               |        |
|                | Mouvement démocrate                      | 2 962        | 1,06         | 0             |               |        |
|                | Divers                                   | 1 703        | 0,61         | 0             |               |        |
|                |                                          |              |              |               |               |        |
| Inscrits       | Inscrits                                 | 519 334      | 100,00       | 435 895       | 100,00        | 6      |
| Abstentions    | Abstentions                              | 233 827      | 45,02        | 212 607       | 48,77         |        |
| Votants        | Votants                                  | 285 507      | 54,98        | 223 288       | 51,23         |        |
| Blancs et nuls | Blancs et nuls                           | 4 761        | 1,67         | 7 024         | 3,15          |        |
| Exprimés       | Exprimés                                 | 280 746      | 98,33        | 216 264       | 96,85         |        |

### Résultats par circonscription

#### Première circonscription (Colmar)
| Candidat       | Candidat                     | Parti                    | Premier tour | Premier tour | Second tour | Second tour |  |
| Candidat       | Candidat                     | Parti                    | Voix         | %            | Voix        | %           |  |
| -------------- | ---------------------------- | ------------------------ | ------------ | ------------ | ----------- | ----------- |  |
|                | Éric Straumann sortant réélu | UMP                      | 14 495       | 35,41        | 22 753      | 62,21       |  |
|                | Victorine Valentin           | PS (EÉLV)                | 9 005        | 22,00        | 13 823      | 37,79       |  |
|                | Gilbert Meyer                | diss. UMP                | 7 739        | 18,91        |             |             |  |
|                | Vincent Wiss                 | RBM (FN)                 | 5 375        | 13,13        |             |             |  |
|                | Frédéric Hilbert             | EÉLV (MÉI)               | 1 241        | 3,03         |             |             |  |
|                | Antoine Walter               | Pirate                   | 985          | 2,41         |             |             |  |
|                | Guy Peterschmitt             | FG (PCF) (Divers gauche) | 659          | 1,61         |             |             |  |
|                | Yves Baumuller               | CpF (MoDem)              | 521          | 1,27         |             |             |  |
|                | Fabien Badariotti            | AÉI                      | 357          | 0,87         |             |             |  |
|                | Frédéric Collard             | DLR                      | 309          | 0,75         |             |             |  |
|                | Gilles Schaffar              | LO                       | 163          | 0,40         |             |             |  |
|                | Maurice Gaubier              | AR                       | 84           | 0,21         |             |             |  |
|                |                              |                          |              |              |             |             |  |
| Inscrits       | Inscrits                     | Inscrits                 | 74 093       | 100,00       | 74 091      | 100,00      |  |
| Abstentions    | Abstentions                  | Abstentions              | 32 625       | 44,03        | 36 211      | 48,87       |  |
| Votants        | Votants                      | Votants                  | 41 468       | 55,97        | 37 880      | 51,13       |  |
| Blancs et nuls | Blancs et nuls               | Blancs et nuls           | 535          | 1,29         | 1 304       | 3,44        |  |
| Exprimés       | Exprimés                     | Exprimés                 | 40 933       | 98,71        | 36 576      | 96,56       |  |

#### Deuxième circonscription (Guebwiller)
| Candidat       | Candidat                        | Parti                    | Premier tour | Premier tour | Second tour | Second tour |  |
| Candidat       | Candidat                        | Parti                    | Voix         | %            | Voix        | %           |  |
| -------------- | ------------------------------- | ------------------------ | ------------ | ------------ | ----------- | ----------- |  |
|                | Jean-Louis Christ sortant réélu | UMP                      | 23 454       | 45,92        | 28 988      | 63,55       |  |
|                | Henri Stoll                     | EÉLV (PS, MÉI)           | 10 801       | 21,15        | 16 626      | 36,45       |  |
|                | Julia Abraham                   | RBM (FN)                 | 9 887        | 19,36        |             |             |  |
|                | Fabien Becker                   | diss. PS                 | 4 673        | 9,15         |             |             |  |
|                | Guy Buecher                     | FG (PCF) (Divers gauche) | 1 264        | 2,47         |             |             |  |
|                | Michelle Rousseau               | DLR                      | 456          | 0,89         |             |             |  |
|                | Myriam Springaux                | LO                       | 297          | 0,58         |             |             |  |
|                | Antoine Ceriani                 | PPLD                     | 242          | 0,47         |             |             |  |
|                |                                 |                          |              |              |             |             |  |
| Inscrits       | Inscrits                        | Inscrits                 | 91 139       | 100,00       | 91 136      | 100,00      |  |
| Abstentions    | Abstentions                     | Abstentions              | 39 229       | 43,04        | 43 779      | 48,04       |  |
| Votants        | Votants                         | Votants                  | 51 910       | 56,96        | 47 357      | 51,96       |  |
| Blancs et nuls | Blancs et nuls                  | Blancs et nuls           | 836          | 1,61         | 1 743       | 3,68        |  |
| Exprimés       | Exprimés                        | Exprimés                 | 51 074       | 98,39        | 45 614      | 96,32       |  |

#### Troisième circonscription (Altkirch)
|                | Jean-Luc Reitzer sortant réélu | UMP                      | 25 010 | 54,80  |  |  |  |
|                | Stéphanie Faesch               | RBM (FN)                 | 6 109  | 13,39  |  |  |  |
|                | Antoine Waechter               | MÉI (PS, EÉLV)           | 4 802  | 10,52  |  |  |  |
|                | Max Delmond                    | Cap21                    | 4 230  | 9,27   |  |  |  |
|                | Alain Koegler                  | Divers droite            | 1 861  | 4,08   |  |  |  |
|                | Geneviève Enggasser            | FG (PCF) (Divers gauche) | 1 793  | 3,93   |  |  |  |
|                | Jean-Luc Koch                  | LT-LNÉ                   | 863    | 1,89   |  |  |  |
|                | Alexandra Delaunay-Hartemann   | CpF (MoDem)              | 739    | 1,62   |  |  |  |
|                | Géraud Ferry                   | LO                       | 231    | 0,51   |  |  |  |
|                |                                |                          |        |        |  |  |  |
| Inscrits       | Inscrits                       | Inscrits                 | 83 583 | 100,00 |  |  |  |
| Abstentions    | Abstentions                    | Abstentions              | 37 274 | 44,6   |  |  |  |
| Votants        | Votants                        | Votants                  | 46 309 | 55,4   |  |  |  |
| Blancs et nuls | Blancs et nuls                 | Blancs et nuls           | 671    | 1,45   |  |  |  |
| Exprimés       | Exprimés                       | Exprimés                 | 45 638 | 98,55  |  |  |  |

#### Quatrième circonscription (Cernay)
| Candidat       | Candidat                   | Parti          | Premier tour | Premier tour | Second tour | Second tour |  |
| Candidat       | Candidat                   | Parti          | Voix         | %            | Voix        | %           |  |
| -------------- | -------------------------- | -------------- | ------------ | ------------ | ----------- | ----------- |  |
|                | Michel Sordi sortant réélu | UMP            | 24 978       | 45,26        | 30 812      | 63,03       |  |
|                | Antoine Homé               | PS (EÉLV, MÉI) | 15 107       | 27,38        | 18 071      | 36,97       |  |
|                | Raoul Biondi               | RBM (FN)       | 11 848       | 21,47        |             |             |  |
|                | Nadia Peter                | FG (PCF) (PG)  | 1 557        | 2,82         |             |             |  |
|                | Claude Holler              | ALT            | 855          | 1,55         |             |             |  |
|                | Aimé Sense                 | LO             | 439          | 0,80         |             |             |  |
|                | Xavier Elbel               | S&P            | 399          | 0,72         |             |             |  |
|                |                            |                |              |              |             |             |  |
| Inscrits       | Inscrits                   | Inscrits       | 99 189       | 100,00       | 99 346      | 100,00      |  |
| Abstentions    | Abstentions                | Abstentions    | 42 947       | 43,3         | 48 656      | 48,98       |  |
| Votants        | Votants                    | Votants        | 56 242       | 56,7         | 50 690      | 51,02       |  |
| Blancs et nuls | Blancs et nuls             | Blancs et nuls | 1 059        | 1,88         | 1 807       | 3,56        |  |
| Exprimés       | Exprimés                   | Exprimés       | 55 183       | 98,12        | 48 883      | 96,44       |  |

#### Cinquième circonscription (Mulhouse)
| Candidat       | Candidat                          | Parti          | Premier tour | Premier tour | Second tour | Second tour |  |
| Candidat       | Candidat                          | Parti          | Voix         | %            | Voix        | %           |  |
| -------------- | --------------------------------- | -------------- | ------------ | ------------ | ----------- | ----------- |  |
|                | Arlette Grosskost sortante réélue | UMP            | 16 288       | 39,89        | 21 733      | 55,76       |  |
|                | Pierre Freyburger                 | PS             | 13 802       | 33,80        | 17 246      | 44,24       |  |
|                | Ludovic de Danne                  | RBM (FN)       | 6 845        | 16,76        |             |             |  |
|                | Djamila Sonzogni                  | EÉLV (MÉI)     | 1 381        | 3,38         |             |             |  |
|                | Emmanuelle Suarez                 | CpF (MoDem)    | 874          | 2,14         |             |             |  |
|                | Aline Parmentier                  | FG (PCF) (PG)  | 856          | 2,10         |             |             |  |
|                | Bastien Faudot                    | MRC            | 182          | 0,45         |             |             |  |
|                | Julien Wostyn                     | LO             | 181          | 0,44         |             |             |  |
|                | Jean-Luc Wertenschlag             | Pirate         | 174          | 0,43         |             |             |  |
|                | Vincent Duse                      | NPA            | 138          | 0,34         |             |             |  |
|                | Marie-Paule Folliot               | AR             | 115          | 0,28         |             |             |  |
|                |                                   |                |              |              |             |             |  |
| Inscrits       | Inscrits                          | Inscrits       | 78 848       | 100,00       | 78 845      | 100,00      |  |
| Abstentions    | Abstentions                       | Abstentions    | 37 311       | 47,32        | 38 490      | 48,82       |  |
| Votants        | Votants                           | Votants        | 41 537       | 52,68        | 40 355      | 51,18       |  |
| Blancs et nuls | Blancs et nuls                    | Blancs et nuls | 701          | 1,69         | 1 376       | 3,41        |  |
| Exprimés       | Exprimés                          | Exprimés       | 40 836       | 98,31        | 38 979      | 96,59       |  |

#### Sixième circonscription (Wittenheim)
| Candidat       | Candidat                        | Parti                    | Premier tour | Premier tour | Second tour | Second tour |  |
| Candidat       | Candidat                        | Parti                    | Voix         | %            | Voix        | %           |  |
| -------------- | ------------------------------- | ------------------------ | ------------ | ------------ | ----------- | ----------- |  |
|                | Francis Hillmeyer sortant réélu | NC (UMP)                 | 17 417       | 36,99        | 20 382      | 44,11       |  |
|                | Malika Schmidlin Ben M'Barek    | PS                       | 12 394       | 26,32        | 15 045      | 32,56       |  |
|                | Martine Binder                  | RBM (FN)                 | 11 859       | 25,19        | 10 785      | 23,34       |  |
|                | Laurent Boitelle                | MÉI (EÉLV, RP&S)         | 1 694        | 3,60         |             |             |  |
|                | Hubert Strauel                  | FG (PCF) (Divers gauche) | 1 331        | 2,83         |             |             |  |
|                | Régis Baschung                  | CpF (MoDem)              | 828          | 1,76         |             |             |  |
|                | Nicolas Chevalier-Roch          | DLR                      | 648          | 1,38         |             |             |  |
|                | Abdel Majid Boucenna            | ALT                      | 375          | 0,80         |             |             |  |
|                | Nathalie Mulot                  | LO                       | 300          | 0,64         |             |             |  |
|                | Cyprien Godinot                 | S&P                      | 145          | 0,31         |             |             |  |
|                | Sandrine Pico                   | AR                       | 91           | 0,19         |             |             |  |
|                |                                 |                          |              |              |             |             |  |
| Inscrits       | Inscrits                        | Inscrits                 | 92 482       | 100,00       | 92 477      | 100,00      |  |
| Abstentions    | Abstentions                     | Abstentions              | 44 441       | 48,05        | 45 471      | 49,17       |  |
| Votants        | Votants                         | Votants                  | 48 041       | 51,95        | 47 006      | 50,83       |  |
| Blancs et nuls | Blancs et nuls                  | Blancs et nuls           | 959          | 2            | 794         | 1,69        |  |
| Exprimés       | Exprimés                        | Exprimés                 | 47 082       | 98           | 46 212      | 98,31       |  |